# SO BAD
『SO BAD』（ソー・バッド）は、T-BOLANの3枚目のオリジナル・アルバム。1992年11月11日にROCK IT RECORDSから発売（規格品番はROCL-6004）。1993年4月には、ZAIN RECORDSから再発売された（規格品番はZACL-2004）。

## 概要
フル・アルバムとしては約半年ぶりのリリース。初週の売上は、前作『BABY BLUE』を大きく上回る30.1万枚を記録、その後もロングセラーとなり、T-BOLANのオリジナル・アルバムでは最大のヒット作となった。

## 収録曲
| 全作詞: 森友嵐士（#8, 森友嵐士・青木和義）、全編曲: T-BOLAN・明石昌夫。 |                                    |                                       |          |      |
| #                                                                       | タイトル                           | 作詞                                  | 作曲     | 時間 |
| 1.                                                                      | 「じれったい愛」                   | 森友嵐士 （#8, 森友嵐士・ 青木和義 ） | 森友嵐士 | 3:55 |
| 2.                                                                      | 「ガラスの刹那さ」                 | 森友嵐士 （#8, 森友嵐士・ 青木和義 ） | 森友嵐士 | 4:21 |
| 3.                                                                      | 「瑠璃色のため息」                 | 森友嵐士 （#8, 森友嵐士・ 青木和義 ） | 織田哲郎 | 4:15 |
| 4.                                                                      | 「My life is My way」              | 森友嵐士 （#8, 森友嵐士・ 青木和義 ） | 森友嵐士 | 3:52 |
| 5.                                                                      | 「ためらいの真実」                 | 森友嵐士 （#8, 森友嵐士・ 青木和義 ） | 五味孝氏 | 5:22 |
| 6.                                                                      | 「あこがれていた大人になりたくて」 | 森友嵐士 （#8, 森友嵐士・ 青木和義 ） | 森友嵐士 | 6:24 |
| 7.                                                                      | 「壊れかけのHistory」              | 森友嵐士 （#8, 森友嵐士・ 青木和義 ） | 上野博文 | 3:31 |
| 8.                                                                      | 「BOY」                            | 森友嵐士 （#8, 森友嵐士・ 青木和義 ） | 森友嵐士 | 4:42 |
| 9.                                                                      | 「SO BAD」                         | 森友嵐士 （#8, 森友嵐士・ 青木和義 ） | 森友嵐士 | 4:12 |
| 10.                                                                     | 「サヨナラから始めよう」           | 森友嵐士 （#8, 森友嵐士・ 青木和義 ） | 織田哲郎 | 5:18 |
| 合計時間:                                                               | 合計時間:                          | 合計時間:                             | 45:52    |      |

### 解説
1. じれったい愛
5thシングル。
2. ガラスの刹那さ
3. 瑠璃色のため息
ロッテ「エクストリアチョコレート」CFソング
4. My life is My way
非公認ベストアルバム『complete of T-BOLAN at the BEING studio』にライブ音源が収録されている。
5. ためらいの真実
6. あこがれていた大人になりたくて
7. 壊れかけのHistory
8. BOY
9. SO BAD
10. サヨナラから始めよう
  - 4thシングル。

## ゲストミュージシャン
- 生沢佑一 from TWINZER
- 大黒摩季
- 明石昌夫